# Rövar-Bob
Rövar-Bob (Bad Bob i original), humoristisk tecknad västernserie skapad av Stan Lynde. Serien publiceras i Fantomen sedan 2002.